# Pitcairnia fuertesii
Pitcairnia fuertesii är en gräsväxtart som beskrevs av Carl Christian Mez. Pitcairnia fuertesii ingår i släktet Pitcairnia och familjen Bromeliaceae. Inga underarter finns listade i Catalogue of Life.